# Markaz az Zarqā
Markaz az Zarqā (arabiska: مركز الزرقا) är en region i Egypten.   Den ligger i guvernementet Damietta, i den norra delen av landet, 140 km norr om huvudstaden Kairo.